# Gustavo Vollmer Herrera
Gustavo José Vollmer Herrera (Caracas, Venezuela, 5 de enero de 1923-Ibídem, 4 de noviembre de 2014) fue un ingeniero civil e industrial venezolano.

## Biografía
Fue el mayor de los hijos de los venezolanos Alberto Fernando Vollmer Boulton, de ascendencia alemana, inglesa, francesa, holandesa, española y dominicana (perteneciente a la Familia Boulton, tataranieto de Feliciano Palacios y Sojo y descendiente de Francisco de Infante y de Agustín Herrera de Sarmiento y Rojas de Ayala) y de Luisa Mercedes Herrera Uslar, perteneciente a la Casa de Herrera. Se casó con Luisa Mercedes Acedo Mendoza (también descendiente de Feliciano Palacios y Sojo de Francisco de Infante y de Agustín Herrera de Sarmiento y Rojas de Ayala), hija de Carlos Acedo Toro, tataranieta de Cristóbal Mendoza, sobrina de Eugenio Mendoza Goiticoa y de Eduardo Mendoza Goiticoa y a la vez, prima segunda de Leopoldo López y de Thor Halvorssen Mendoza, con quien tuvo ocho hijos: María Teresa, Gustavo Julio, Inés María, Alfredo Ignacio, Luisa Mercedes, Ana Gertrudis, Federico José y María Antonia. 
Vollmer se graduó en Ingeniería Civil de la Universidad Cornell en Ithaca (Nueva York). 
Fue el patriarca de la familia Vollmer (junto a su hermano, Alberto José), conocida en Venezuela por ser la fundadora del Banco Mercantil, del cual Vollmer fue miembro de su Junta Directiva por 47 años (actualmente su hijo, Gustavo Vollmer Acedo se desempeña como presidente y director ejecutivo) y de ser los principales accionistas de Ron Santa Teresa, Venezolana de Cementos (Vencemos), Venezolana de Papel (Venepal), entre otras empresas.
La familia Vollmer también es reconocida por respaldar la financiación y el desarrollo de numerosas iniciativas educativas en toda Venezuela. Entre los más destacados se encuentra su donación en 1963, a la orden de los jesuitas de una porción de 80 acres de su Hacienda Montalbán, en el centro de Caracas, para construir lo que hoy es la Universidad Católica Andrés Bello, una de las mejores universidades de Venezuela y América Latina. La familia también participa activamente en la promoción de la fotografía, el arte y la cultura a través de la Fundación Alberto Vollmer y dirige varias iniciativas galardonadas en desarrollo social e inclusión a través de la Fundación Santa Teresa.
Dentro de la actividad filantrópica y social, se desempeñó como presidente del Consejo Nacional de la Asociación de Scouts de Venezuela, presidente del Consejo Scout Regional Interamericano y como miembro del Comité Scout de la Organización Mundial del Movimiento Scout. También fue miembro fundador de Fe y Alegría y Dividendo Voluntario para la Comunidad.
En 1969, Vollmer fue galardonado con el Lobo de Bronce, la única distinción de la Organización Mundial del Movimiento Scout, otorgado por el Comité Scout Mundial por servicios excepcionales al Movimiento Scout Mundial, en la 22.ª Conferencia Scout Mundial. También recibió la más alta recompenda de los Boy Scouts of America, el Búfalo de Plata en 1965, y la distinción más alta de la Asociación Scout de Japón, Faisán Dorado en 1968.